# Lista de juízes-chefe dos Estados Unidos

Selo da Suprema Corte.

O cargo de juiz-chefe dos Estados Unidos já foi ocupado por dezessete pessoas diferentes, com o primeiro sendo John Jay e o mais recente John Roberts, atualmente em exercício. O juiz-chefe é escolhido pelo presidente dos Estados Unidos com a aprovação do Senado, podendo ser um dos juízes associados da própria Suprema Corte ou algum outro juiz de fora.
O juiz-chefe é a figura mais proeminente do sistema judiciário norte-americano e o principal juiz da Suprema Corte. A Constituição apenas cita o cargo em uma ocasião ao afirmar que "Quando o presidente dos Estados Unidos é julgado, o juiz-chefe presidirá". O Decreto Judiciário de 1789 formalmente estabelece a existência da posição e dos juízes associados, com seus poderes vindo de estatutos e costumes. Ele é considerado o "primeiro entre iguais" e seu voto tem o mesmo peso que o dos outros juízes, com sua principal função sendo de presidir a corte e gerenciar as operações gerais desta.
Além disso, o juiz-chefe designa o juiz a escrever a opinião da corte em casos em que ele fica junto com a maioria, serve na presidência da Conferência Judicial e do Conselho do Centro Federal Judicial, supervisiona o Escritório Administrativo das Cortes, nomeia dois membros para a Comissão sobre Salários Executivos, Legislativos e Judiciários, relata ao Congresso as decisões tomadas pela corte e também realiza o dever cerimonial de aplicar o juramento de posse do Presidente.
John Marshall foi quem permaneceu no cargo por mais tempo, 34 anos de 1801 a 1835. John Rutledge foi quem teve o mandato mais curto com 181 dias em 1795, tendo sido uma nomeação de recesso feita pelo presidente George Washington que acabou posteriormente negada pelo Senado. Washington também é o presidente que mais nomeou juízes para o cargo com quatro, porém um deles recusou a posição depois de aprovada pelo Senado. Ulysses S. Grant nomeou três juízes-chefe e John Adams dois, porém apenas uma das indicações de cada presidente foram confirmadas. Lyndon B. Johnson também realizou uma nomeação, porém esta foi depois retirada. William Howard Taft é a única pessoa na história a ocupar tanto o cargo de Presidente quanto o de juiz-chefe, além de ter indicado Edward Douglass White para a posição.

## Juízes-chefe
| Nº | Juiz-chefe | Juiz-chefe            | Confirmação             | Início do mandato       | Fim do mandato         | Nomeado por           | Ref    |
| -- | ---------- | --------------------- | ----------------------- | ----------------------- | ---------------------- | --------------------- | ------ |
| 1  |            | John Jay              | 26 de setembro de 1789  | 26 de setembro de 1789  | 29 de junho de 1795    | George Washington     | [ 5 ]  |
| 2  |            | John Rutledge         | 15 de dezembro de 1795  | 1 de julho de 1795      | 28 de dezembro de 1795 | George Washington     | [ 6 ]  |
| 3  |            | Oliver Ellsworth      | 4 de março de 1796      | 8 de março de 1796      | 15 de dezembro de 1800 | George Washington     | [ 7 ]  |
| 4  |            | John Marshall         | 27 de janeiro de 1801   | 4 de fevereiro de 1801  | 6 de julho de 1835     | John Adams            | [ 8 ]  |
| 5  |            | Roger B. Taney        | 15 de março de 1836     | 28 de março de 1836     | 12 de outubro de 1864  | Andrew Jackson        | [ 9 ]  |
| 6  |            | Salmon P. Chase       | 6 de dezembro de 1864   | 15 de dezembro de 1864  | 7 de maio de 1873      | Abraham Lincoln       | [ 10 ] |
| 7  |            | Morrison Waite        | 21 de janeiro de 1874   | 4 de março de 1874      | 23 de março de 1888    | Ulysses S. Grant      | [ 11 ] |
| 8  |            | Melville Fuller       | 20 de julho de 1888     | 8 de outubro de 1888    | 4 de julho de 1910     | Grover Cleveland      | [ 12 ] |
| 9  |            | Edward Douglass White | 12 de outubro de 1910   | 19 de dezembro de 1910  | 19 de maio de 1921     | William Howard Taft   | [ 4 ]  |
| 10 |            | William Howard Taft   | 30 de junho de 1921     | 11 de julho de 1921     | 3 de fevereiro de 1930 | Warren G. Harding     | [ 13 ] |
| 11 |            | Charles Evans Hughes  | 13 de fevereiro de 1930 | 24 de fevereiro de 1930 | 30 de junho de 1941    | Herbert Hoover        | [ 14 ] |
| 12 |            | Harlan F. Stone       | 27 de junho de 1941     | 3 de julho de 1941      | 22 de abril de 1946    | Franklin D. Roosevelt | [ 15 ] |
| 13 |            | Frederick M. Vinson   | 20 de junho de 1946     | 24 de junho de 1946     | 8 de setembro de 1953  | Harry S. Truman       | [ 16 ] |
| 14 |            | Earl Warren           | 1 de março de 1954      | 5 de outubro de 1953    | 23 de junho de 1969    | Dwight D. Eisenhower  | [ 17 ] |
| 15 |            | Warren E. Burger      | 9 de junho de 1969      | 23 de junho de 1969     | 26 de setembro de 1986 | Richard Nixon         | [ 18 ] |
| 16 |            | William Rehnquist     | 17 de setembro de 1986  | 26 de setembro de 1986  | 3 de setembro de 2005  | Ronald Reagan         | [ 19 ] |
| 17 |            | John Roberts          | 29 de setembro de 2005  | 29 de setembro de 2005  | Em exercício           | George W. Bush        | [ 20 ] |